# Glöm inte mamma!
Glöm inte mamma! är en svensk TV-serie i tolv avsnitt från 1998, regisserad av Pelle Berglund och Tomas Ryberger. I rollen som mamma Inger Velander ses Inga Landgré och som hennes söner Roland och Stig ses Pontus Gustafsson och Göran Thorell.

## Om serien
Serien producerades av Jan Marnell för Grundy Productions AB och Sveriges Television AB. Den fotades av Staffan Axelsson, Pär-Olof Rekola, Per-Olof Runa och Lennart Söderberg och innehöll musik komponerad av Michael B. Tretow.

## Rollista
Återkommande
- Inga Landgré – Inger Velander
- Pontus Gustafsson – Roland Velander
- Göran Thorell – Stig Velander
- Lena Nilsson – Helen
- Katrin Sundberg – Linda
- Marie Richardson – Birgitta

Gästroller
- Ing-Marie Carlsson – föreståndare
- Göran Forsmark – polis
- John Harryson – Einar
- Maud Hyttenberg – äldre kvinna
- Maria Johansson – Marie-Louise Fransson
- Cecilia Ljung – Lollo
- Bertil Norström – Dr. Lundgren
- Gunvor Pontén – moster Gerd
- Rakel Wärmländer – Lisa
- Ewa Nilsson – hemvårdaren
- Anna-Clara Blixt Modin – tandsköterskan

## Handling
| Nr | Titel             | Regi           | Manus             | Originalvisning |
| --- | ----------------- | -------------- | ----------------- | --------------- |
| 01 | "Vårdhemmet"      | Pelle Berglund | Geoffrey Atherden | 15 mars 1998    |
| Roland ägnar all sin tid åt att ta hand om sin mor Inger. Tanken på att placera henne på ett vårdhem verkar allt mer lockande, men frågan är om Inger håller med om det? Gästroller: Ing-Marie Carlsson – chef, Maud Hyttenberg – äldre kvinna |                   |                |                   |                 |
| 02 | "Mjölken"         | Pelle Berglund | Geoffrey Atherden | 22 mars 1998    |
| Roland upptäcker att Inger lurar myndigheterna. Han försöker ställa allt tillrätta, men det visar sig bli svårare än han trott. Gästroller: Maria Johansson – Marie-Louise Fransson, Ewa Nilsson – hemvårdaren                                 |                   |                |                   |                 |
| 03 | "Krabban"         | Pelle Berglund | Geoffrey Atherden | 29 mars 1998    |
| Roland oroar sig för att Inger jämt irrar bort sig. Det visar sig emellertid snart att Inger kan göra värre saker än att gå vilse. Gästroller: Göran Forsmark – polis, Anna-Clara Blixt Modin – tandsköterskan                                 |                   |                |                   |                 |
| 04 | "Pojkvännen"      | Pelle Berglund | Geoffrey Atherden | 5 april 1998    |
| Roland förbereder som vanligt en familjemiddag till Ingers födelsedag. Ingenting blir dock som vanligt när Inger bjuder in en speciell vän. Gästroller: John Harryson – pojkvännen Einar                                                       |                   |                |                   |                 |
| 05 | "Flygbiljetterna" | Pelle Berglund | Geoffrey Atherden | 12 april 1998   |
| Roland planerar en romantisk semester tillsammans med sin flickvän. Frågan är om det var så smart att inte berätta det för Inger? Gästroller: Cecilia Ljung – Lollo                                                                            |                   |                |                   |                 |
| 06 | "Skilsmässan"     | Pelle Berglund | Geoffrey Atherden | 19 april 1998   |
| Leder skilsmässa till allmänt moraliskt förfall? Inger har sin bestämda uppfattning i frågan. |                   |                |                   |                 |
| 07 | "Barnvakten"      | Pelle Berglund | Geoffrey Atherden | 26 april 1998   |
| Roland ska för en gångs skull gå ut en lördag. Kan en tonårig barnvakt hindra Inger från att sätta käppar i hjulet? Gästroller: Rakel Wärmländer – Lisa                                                                                        |                   |                |                   |                 |
| 08 | "Hosta"           | Tomas Ryberger | Geoffrey Atherden | 3 maj 1998      |
| Roland letar egen lägenhet, men ska Inger acceptera detta stillatigande? Blir hon inte sjuk på kuppen? Gästroller: Bertil Norström – doktor Lundgren                                                                                           |                   |                |                   |                 |
| 09 | "Moster Gerd"     | Tomas Ryberger | Geoffrey Atherden | 10 maj 1998     |
| Roland har bjudit hem Ingers syster Gerd i ett par veckor. Han inser snart att det var en dålig idé. Gästroller: Gunvor Pontén – moster Gerd                                                                                                   |                   |                |                   |                 |
| 10 | "Pressekreterare" | Tomas Ryberger | Geoffrey Atherden | 17 maj 1998     |
| Roland har chans att få ett bättre arbete i Göteborg. Kan Inger klara sig utan honom i Stockholm? |                   |                |                   |                 |
| 11 | "Morgonen därpå"  | Tomas Ryberger | Geoffrey Atherden | 24 maj 1998     |
| Roland önskar träffa en ny kvinna, som kanske sover över ibland. Det motsätter sig inte Inger, bara hon inte sover över. |                   |                |                   |                 |
| 12 | "Skilsmässa"      | Tomas Ryberger | Geoffrey Atherden | 31 maj 1998     |
| Inger läser upp sitt testamente, men konstigt nog är Roland inte nöjd med sin lott. |                   |                |                   |                 |